# Miami Gardens (Flórida)
Miami Gardens é uma cidade localizada no estado norte-americano da Flórida, no condado de Miami-Dade. Foi incorporada em 15 de maio de 2003.

## Geografia
De acordo com o United States Census Bureau, a cidade tem uma área de 49,3 km², onde 47,2 km² estão cobertos por terra e 2,1 km² por água.

## Demografia
Segundo o censo nacional de 2010, a sua população é de 107 167 habitantes e sua densidade populacional é de 2 269,74 hab/km². É a 17ª cidade mais populosa da Flórida. Possui 34 284 residências, que resulta em uma densidade de 726,12 residências/km².